# Échiré
Échiré  ist eine französische Gemeinde mit 3536 Einwohnern (Stand 1. Januar 2022) im Département Deux-Sèvres in der Region Nouvelle-Aquitaine. Sie gehört zum Arrondissement Niort und zum Kanton La Plaine Niortaise.

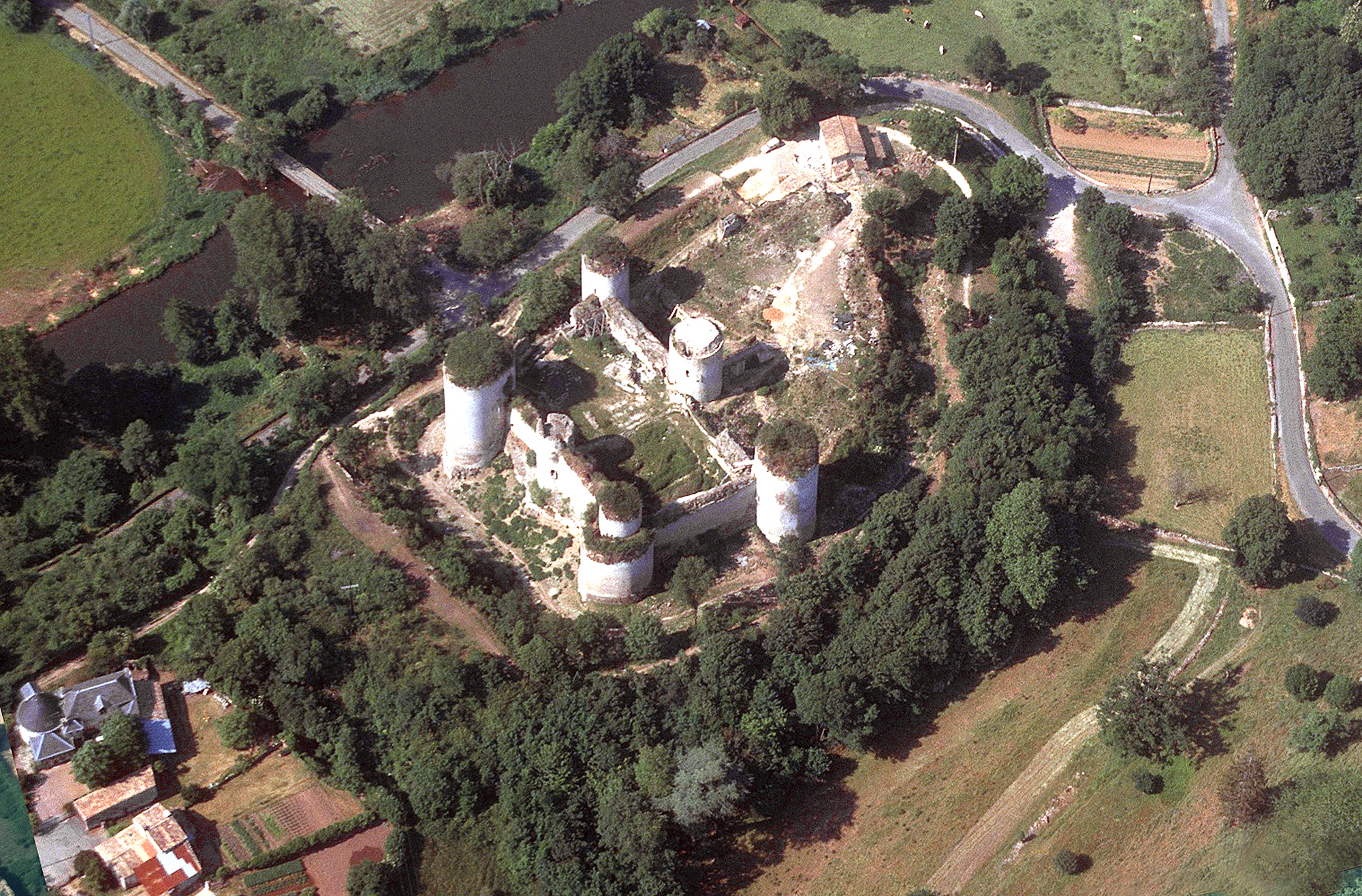
Château du Coudray-Salbart

## Bevölkerungsentwicklung
| Jahr      | 1962 | 1968 | 1975 | 1982 | 1990 | 1999 | 2010 | 2018 |
| Einwohner | 1348 | 1452 | 1971 | 2565 | 2889 | 3185 | 3336 | 3406 |

## Sehenswürdigkeiten
- Château du Coudray-Salbart (13. Jahrhundert)
- Château de Mursay, Wohnsitz von Théodore Agrippa d’Aubigné

## Persönlichkeiten
- Henry Ingrand[1]